# 2050 Франціс
2050 Франціс (англ. 2050 Francis) — астероїд головного поясу, відкритий Елеанорою Гелін 28 травня 1974 року.
Тіссеранів параметр щодо Юпітера — 3,399.